# Baillie Gifford Prize
Il Premio Baillie Gifford per la saggistica è un premio letterario britannico assegnato annualmente dalla società no profit Board of Directors of The Samuel Johnson Prize for Non-fiction Limited.
Nato dalle ceneri dell'NCR Book Award (premio assegnato dal 1987 al 1997), è stato fondato nel 1999 con il nome di Samuel Johnson Prize in onore dello scrittore Samuel Johnson.
Nel 2016 ha cambiato il proprio nome in Baillie Gifford Prize in seguito all'entrata del nuovo sponsor, la compagnia d'investimenti Baillie Gifford.
Gli argomenti dei saggi partecipanti possono spaziare dallo sport alla storia, passando per l'arte, la politica, la scienza, l'economia, i viaggi, le biografie e i memoir.
Tra i più prestigiosi riconoscimenti dedicati alla saggistica, riconosce ad ogni vincitore un premio di 50000 sterline e a ogni finalista un assegno di £1000.

## Albo d'oro[8]
- 2024: Question 7 di Richard Flanagan[9]
- 2023: L'età del fuoco: una storia vera da un mondo sempre più caldo (Fire Weather: A True Story from a Hotter World) di John Vaillant[10]
- 2022: Super-Infinite: The Transformations of John Donne di Katherine Rundell[11]
- 2021: L'impero del dolore: la storia segreta della dinastia Sackler (Empire of Pain: The Secret History of the Sackler Dynasty) di Patrick Radden Keefe[12]
- 2020: One Two Three Four: The Beatles in Time di Craig Brown[13]
- 2019: Le cinque donne: la storia vera delle vittime di Jack lo squartatore (The Five: The Untold Lives of the Women Killed by Jack the Ripper) di Hallie Rubenhold[14]
- 2018: Chernobyl: History of A Tragedy di Serhij Plochij[15]
- 2017: How to Survive a Plague: The Inside Story of How Citizens and Science Tamed AIDS di David France
- 2016: La strada verso Est (East West Street: On the Origins of Genocide and Crimes Against Humanity) di Philippe Sands
- 2015: NeuroTribù (Neurotribes: The Legacy of Autism and How to Think Smarter About People Who Think Differently) di Steve Silberman
- 2014: Io e Mabel, ovvero L'arte della falconeria (H is for Hawk) di Helen Macdonald[16]
- 2013: Gabriele d'Annunzio: l'uomo, il poeta, il sogno di una vita come opera d'arte (The Pike) di Lucy Hughes-Hallett
- 2012: Into the Silence: The Great War, Mallory and the Conquest of Everest di Wade Davis
- 2011: Mao’s Great Famine: The History of China’s Most Devastating Catastrophe, 1958-62 di Frank Dikötter
- 2010: Per mano nel buio (Nothing to Envy: Real Lives in North Korea) di Barbara Demick[17]
- 2009: Leviatano: ovvero, la balena (Leviathan, or the Whale) di Philip Hoare
- 2008: Omicidio a Road Hill House, ovvero invenzione e rovina di un detective (The Suspicions of Mr Whicher: or The Murder at Road Hill House) di Kate Summerscale
- 2007: Green zone (Imperial Life in the Emerald City: Inside Iraq’s Green Zone) di Rajiv Chandrasekaran
- 2006: 1599: A Year in the Life of William Shakespeare di James Shapiro
- 2005: Come un furioso elefante (Like a Fiery Elephant: The Story of B.S. Johnson) di Jonathan Coe
- 2004: C'era una volta la Ddr (Stasiland: Stories from Behind the Berlin Wall) di Anna Funder
- 2003: Pushkin: A biography di T. J. Binyon
- 2002: Parigi 1919: sei mesi che cambiarono il mondo (Peacemakers) di Margaret MacMillan
- 2001: Il Terzo Reich: una nuova storia (The Third Reich: A New History) di Michael Burleigh
- 2000: Berlioz: Servitude and Greatness di David Cairns
- 1999: Stalingrado (Stalingrad) di Antony Beevor

## Winner of Winners
Nel 2023, in occasione dei 25 anni di storia del premio è stato istituito un riconoscimento per il "Vincitore dei Vincitori" del valore di 25000 Sterline.

### Vincitore
- 1599: A Year in the Life of William Shakespeare di James Shapiro[19]

### Finalisti[20]
- One Two Three Four: The Beatles in Time di Craig Brown; Into the Silence: The Great War, Mallory and the Conquest of Everest di Wade Davis; Per mano nel buio (Nothing to Envy: Real Lives in North Korea) di Barbara Demick; Empire of Pain: The Secret History of the Sackler Dynasty di Patrick Radden Keefe; Parigi 1919: sei mesi che cambiarono il mondo (Peacemakers) di Margaret MacMillan